# Phyllophila matutina
Phyllophila matutina är en fjärilsart som beskrevs av Franz Dannehl 1925. Phyllophila matutina ingår i släktet Phyllophila och familjen nattflyn. Inga underarter finns listade i Catalogue of Life.